# Mario Ricco
Mario Ricco (Bari, 1941) è un fisico, inventore e ingegnere italiano, inventore del sistema common rail.

## Biografia

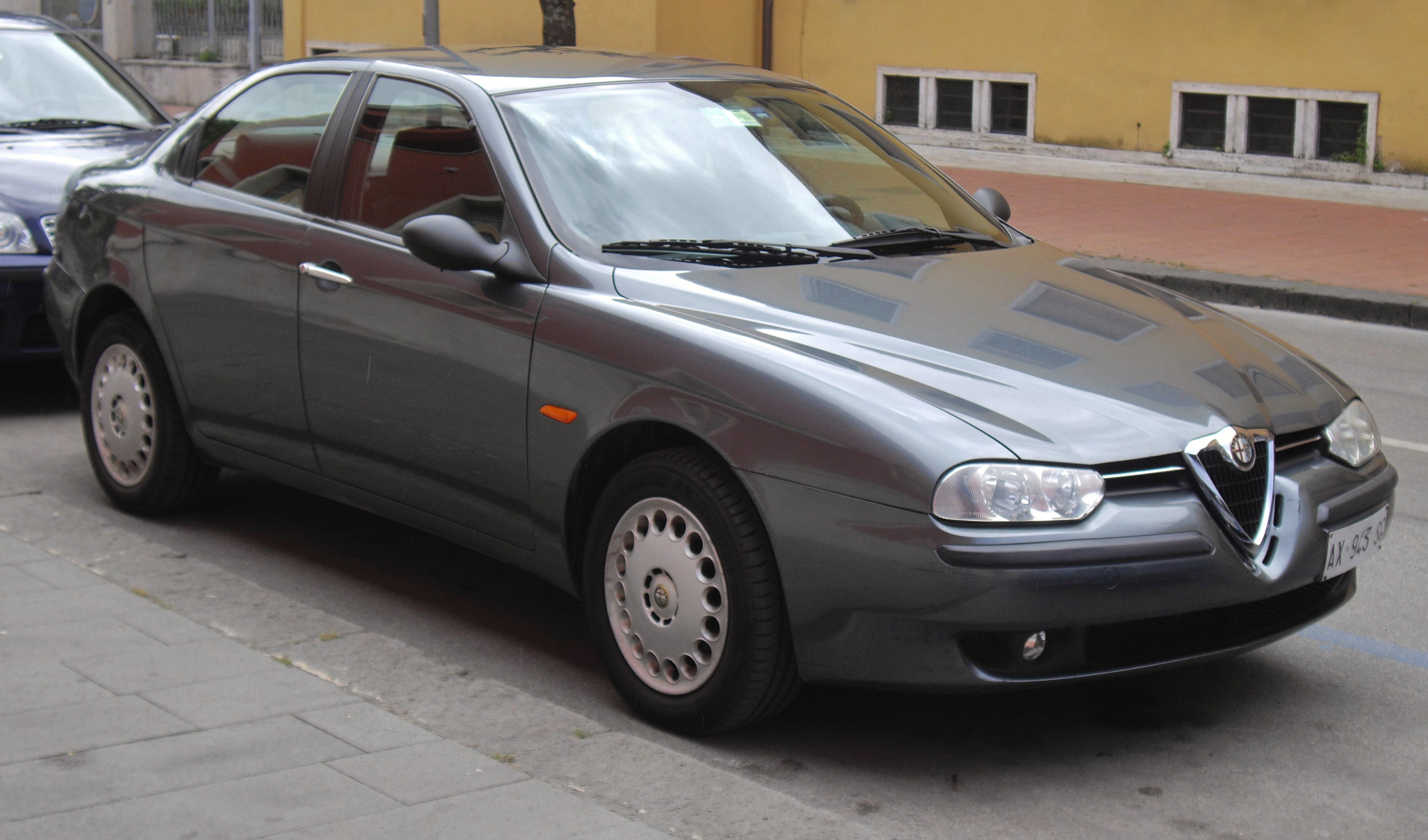
Alfa 156 1,9 JTD, prima vettura ad essere dotata del common rail

Laureatosi in fisica all'Università di Bari nel 1966, iniziò a lavorare nei primi anni 80 alla Altecna-Weber (società del gruppo Fiat) nel centro di sviluppo situato a Modugno. Nel 1988 diresse il centro Elasis, creato dalla Fiat ad inizio anni 80 per la ricerca e lo sviluppo di nuove componenti automobilistiche. Nei primi anni 90 Ricco creò il primo sistema common rail, che fu poi installato su di un prototipo nel 1994. A causa di problemi finanziari il gruppo Fiat si appoggiò alla Daimler che coinvolse la Bosch per ingegnerizzare, produrre e ulteriormente sviluppare il common rail.

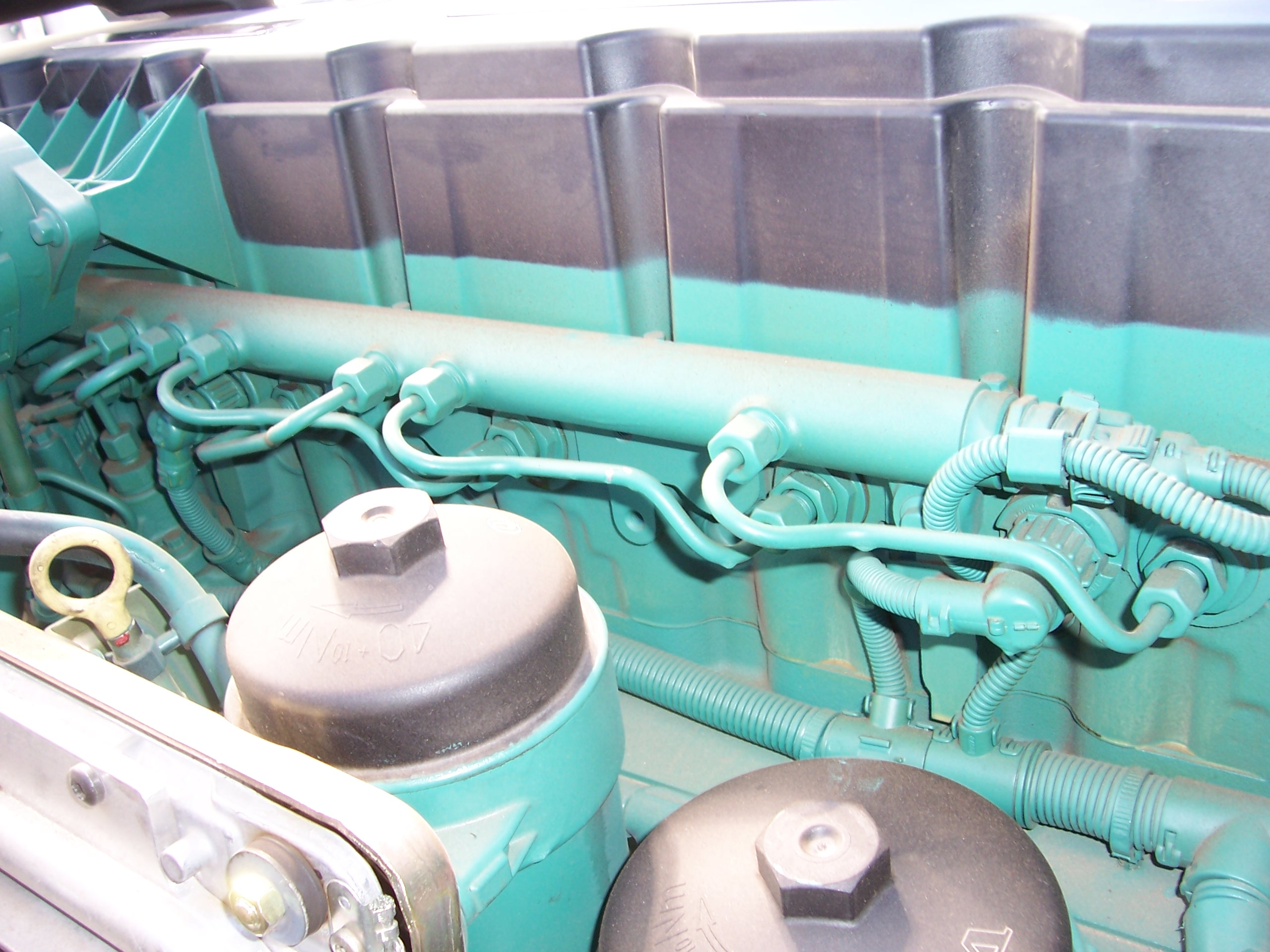
Vista del "flauto", componente principale in un sistema common rail

Nel 1997 esordirono i primi modelli di serie dotati di common rail, che venne installato dapprima sull’Alfa Romeo 156 sui motori diesel chiamati JTD e poi sulla Mercedes Classe C. Dall'allora tutte le vetture diesel iniziarono ad adottare tale sistema, fino a diventare standard su tutti i veicoli a gasolio. A giugno 2019 è stato insignito dall'Università di Perugia della laurea honoris causa in ingegneria meccanica.